# Gạo thơm hoa nhài

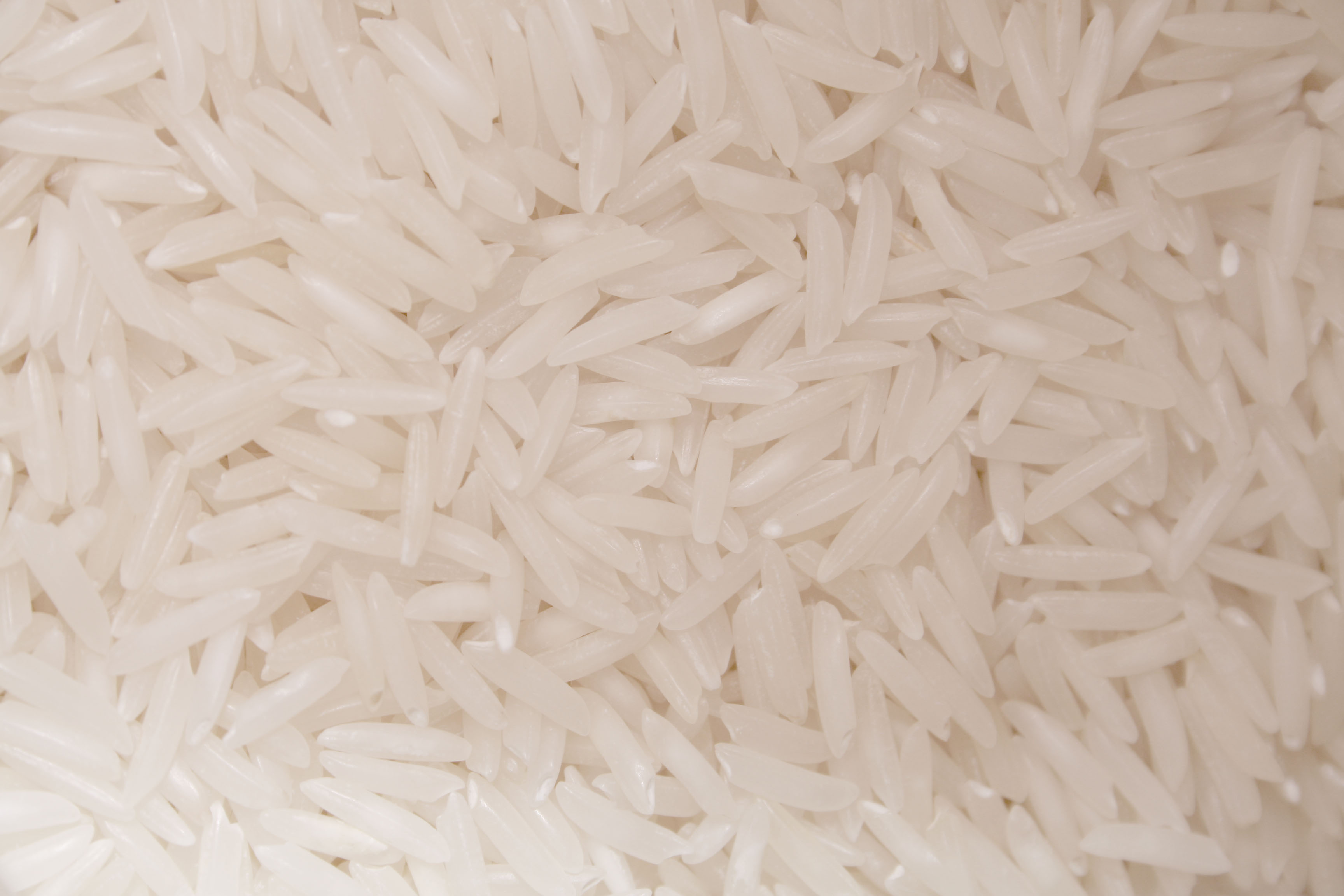
Cận cảnh hạt gạo thơm hoa nhài Thái Lan

Gạo thơm hoa nhài (ข้าวหอมมะลิ-kʰâːw hɔ̌ːm malíʔ hoặc kʰâw hɔ̌ːm malíʔ), là loại gạo hạt dài có mùi hạt dẻ và phảng phất mùi hương lá dứa do có chứa chất 2-acetyl-1-pyrroline.
Gạo thơm hoa nhài có tên là Kao Horm Mali, được đánh số 105 (KDML105) bởi Sunthorn Seehanern, một nhân viên Bộ Nông nghiệp Thái Lan ở tỉnh Chachoengsao năm 1954. Các hạt sẽ dính dẻo khi nấu, dù chúng ít dẻo hơn nhiều loại gạo khác vì có chứa ít chất amylopectin hơn. Nó còn được gọi là gạo Thai Hom Mali.